# Louis Monneron
Jean Louis Monneron, também conhecido como Monneron des Mortiers (Annonay, 12 de setembro de 1742 - Senegal, 30 de novembro de 1805), foi um comerciante, banqueiro e político francês.
Foi armador na Ilha de França com seus dois irmãos, atuando também em Bordéus, período em que se tornou credor do governo espanhol. Foi também membro da Sociedade dos Amigos dos Negros.
Em 1789, representou as Índias Orientais francesas nos Estados Gerais, sendo eleito deputado à Assembleia Nacional Constituinte em 13 de março do mesmo ano. Em 1791, opôs-se ao decreto que dava aos colonos franceses a iniciativa da elaboração das leis aplicáveis às colônias, em especial aquelas que impossibilitavam qualquer emancipação dos homens de cor. Mais tarde, fundou um banco em Paris, abandonando o empreendimento antes de sua falência.
Em 26 de outubro de 1798, como emissário do Diretório, foi responsável por oficializar o cumprimento da Constituição de 1795 nas colônias francesas, em particular no que dizia respeito à escravidão, abolida pela Convenção Nacional em 1794. No entanto, as assembleias coloniais, dominadas por latifundiários escravistas e homens envolvidos no tráfico de africanos escravizados, declararam a República Francesa “inimiga das colônias”, frustrando a missão de Monneron.
Após esse fracasso, viajou à negócios com seus irmãos para o Senegal, então um domínio parcial francês, vindo a falecer em 1805.